# A termodinamika első főtétele
A termodinamika első főtétele a termodinamikai rendszerekre kimondja az energiamegmaradást, vagyis azt, hogy az energia a termodinamikai folyamatok során átalakulhat, de nem keletkezhet és nem veszhet el. Ezt általában a következőképpen fogalmazzák meg:
Egy zárt rendszer belső energiájának változása egyenlő a rendszerrel közölt hő és a rendszeren végzett munka összegével,
vagy precízebben:
Izolált rendszer teljes energiája állandó, nem izolált rendszer teljes energiájának növekedése egyenlő a kívülről a rendszerhez vezetett energiák (pl hő) és munkák összegével.
azaz:
{\displaystyle dU=\delta Q+\delta W}.
A termodinamika első főtételének egyik következménye, hogy nem létezik elsőfajú örökmozgó.

## Áttekintés
Ez az általános energiamegmaradás elve, amely nem csak termodinamikai folyamatokra érvényes. Környezetétől elszigetelt rendszerben, bármilyen folyamatok is mennek végbe a rendszeren belül, az energiák összege állandó. Ha a rendszer nem izolált, akkor a rendszer energiája pontosan annyival nő, amennyivel a környezeté csökken (illetve fordítva).
A környezetével sem anyagot, sem energiát nem cserélő rendszert izolált rendszernek szokás nevezni. Zárt rendszeren olyan rendszert értenek, amely csak energiát cserél környezetével, azonban egy nyitott rendszer anyagot és energiát is cserélhet.

### Nyugvó, izolált rendszer
A termodinamika első főtétele tehát az energiamegmaradás elvének kifejezése, amely a hőközlés és a munkavégzés útján átadott energiát különválasztva veszi számításba. A belső energia egy test vagy rendszer állapotát jellemzi, azaz állapotjelző, míg a hő és a munka az energia megváltozásának folyamatát írja le, azaz folyamatjelző.
Általánosítva kimondhatjuk, hogy a nyugvó, izolált rendszer belső energiáját hőközléssel és munkavégzéssel tudjuk megváltoztatni. Azt is tudjuk, hogy a rendszer belső energiája a rendszerrel közölt {\displaystyle \delta Q} hővel arányosan növekszik, míg a rendszer által végzett munkával arányosan csökken.

### Mozgó, izolált rendszer
Mozgó, izolált rendszer energiája a következő:
{\displaystyle {E}={\Delta }({m}{u}+{m}{\frac {c^{2}}{2}}+{m}{g}{z})={\Delta }{m}({u}+{\frac {c^{2}}{2}}+{g}{z})}
{\displaystyle {m}{u}}: belső energia, {\displaystyle {m}{\frac {c^{2}}{2}}}: mozgási energia, {\displaystyle {m}{g}{z}}: potenciális (helyzeti) energia
Tudjuk, hogy ebben az esetben a mozgó rendszer energiájának változása a belső energia, a mozgási energia és a helyzeti energia változásából tevődik össze. Tehát mozgó rendszerben a termodinamika első főtétele az alábbi alakot veszi fel:
{\displaystyle {Q_{1}}{_{2}}+{W_{1}}{_{2}}={E_{2}}-{E_{1}}}